# Sainte-Eusoye
Sainte-Eusoye är en kommun i departementet Oise i regionen Hauts-de-France i norra Frankrike. Kommunen ligger i kantonen Froissy som tillhör arrondissementet Clermont. År 2022 hade Sainte-Eusoye 335 invånare.

## Befolkningsutveckling
Antalet invånare i kommunen Sainte-Eusoye
| Referens: INSEE |